# Koszewo (województwo wielkopolskie)
Koszewo – wieś w Polsce położona w województwie wielkopolskim, w powiecie konińskim, w gminie Skulsk.
W latach 1973-1976 w gminie Wierzbinek (od 1973 do 31 maja 1975 w powiecie radziejowskim). 1 stycznia 1977 (jako część sołectwa Goplana) włączone do gminy Skulsk.
W latach 1975–1998 miejscowość administracyjnie należała do województwa konińskiego.